# Élections législatives de 1968 dans la Manche
Les élections législatives françaises de 1968 se déroulent les 23 et 30 juin 1968. Dans le département de la Manche, cinq députés sont à élire dans le cadre de cinq circonscriptions.

## Élus
| Circonscription | Député sortant   | Parti | Parti | Député élu ou réélu | Parti | Parti |
| --------------- | ---------------- | ----- | ----- | ------------------- | ----- | ----- |
| 1re             | Raymond Guilbert |       | UDR   | Raymond Guilbert    |       | UDR   |
| 2e              | Émile Bizet      |       | UDR   | Émile Bizet         |       | UDR   |
| 3e              | Henri Baudouin   |       | UDR   | Henri Baudouin      |       | UDR   |
| 4e              | Pierre Godefroy  |       | UDR   | Pierre Godefroy     |       | UDR   |
| 5e              | Jacques Hébert   |       | UDR   | Jacques Hébert      |       | UDR   |

## Résultats

### Résultats à l'échelle du département
| Parti          | Parti                                           | Premier tour | Premier tour | Second tour | Second tour | Sièges |
| Parti          | Parti                                           | Voix         | %            | Voix        | %           | Sièges |
| -------------- | ----------------------------------------------- | ------------ | ------------ | ----------- | ----------- | ------ |
|                | Union pour la défense de la République          | 137 795      | 66,21        | 21 826      | 59,79       | 5      |
|                | Divers droite (gaulliste)                       | 8 606        | 4,13         | Retrait     | Retrait     | 0      |
|                | Union des républicains de progrès               | 146 401      | 70,34        | 21 826      | 59,79       | 5      |
|                |                                                 |              |              |             |             |        |
|                | Section française de l'Internationale ouvrière  | 20 397       | 9,80         |             |             | 0      |
|                | Parti socialiste unifié                         | 5 254        | 2,52         | 0           |             |        |
|                | Fédération de la gauche démocrate et socialiste | 25 651       | 12,32        |             |             | 0      |
|                |                                                 |              |              |             |             |        |
|                | Progrès et démocratie moderne                   | 18 795       | 9,03         | 14 678      | 40,21       | 0      |
|                | Parti communiste français                       | 13 417       | 6,45         |             |             | 0      |
|                | Parti socialiste unifié                         | 3 866        | 1,86         | 0           |             |        |
|                |                                                 |              |              |             |             |        |
| Inscrits       | Inscrits                                        | 266 032      | 100,00       | 51 376      | 100,00      | 5      |
| Abstentions    | Abstentions                                     | 51 511       | 19,36        | 13 840      | 26,94       |        |
| Votants        | Votants                                         | 214 521      | 80,64        | 37 536      | 73,06       |        |
| Blancs et nuls | Blancs et nuls                                  | 6 391        | 2,98         | 1 032       | 2,75        |        |
| Exprimés       | Exprimés                                        | 208 130      | 97,02        | 36 504      | 97,25       |        |

### Résultats par circonscription

#### Première circonscription (Saint-Lô)
| Candidat       | Candidat                       | Parti                     | Premier tour | Premier tour | Second tour | Second tour |  |
| Candidat       | Candidat                       | Parti                     | Voix         | %            | Voix        | %           |  |
| -------------- | ------------------------------ | ------------------------- | ------------ | ------------ | ----------- | ----------- |  |
|                | Raymond Guilbert sortant réélu | UDR (URP)                 | 18 870       | 45,93        | 21 826      | 59,79       |  |
|                | Constant Lepourry              | Divers droite (Gaulliste) | 8 606        | 20,95        | Retrait     | Retrait     |  |
|                | Jean-Marie Daillet             | CD (PDM)                  | 8 480        | 20,64        | 14 678      | 40,21       |  |
|                | Claude Dardel                  | FGDS (SFIO)               | 3 317        | 8,07         |             |             |  |
|                | Francis Dufour                 | PCF                       | 1 809        | 4,4          |             |             |  |
|                |                                |                           |              |              |             |             |  |
| Inscrits       | Inscrits                       | Inscrits                  | 51 387       | 100,00       | 51 376      | 100,00      |  |
| Abstentions    | Abstentions                    | Abstentions               | 9 561        | 18,61        | 13 840      | 26,94       |  |
| Votants        | Votants                        | Votants                   | 41 826       | 81,39        | 37 536      | 73,06       |  |
| Blancs et nuls | Blancs et nuls                 | Blancs et nuls            | 744          | 1,78         | 1 032       | 2,75        |  |
| Exprimés       | Exprimés                       | Exprimés                  | 41 082       | 98,22        | 36 504      | 97,25       |  |

#### Deuxième circonscription (Avranches)
|                | Émile Bizet sortant réélu | UDR (URP)      | 41 793 | 83,96  |  |  |  |
|                | Armand Roquet             | PSU (FGDS)     | 5 254  | 10,56  |  |  |  |
|                | Claude Lacoste            | PCF            | 2 730  | 5,48   |  |  |  |
|                |                           |                |        |        |  |  |  |
| Inscrits       | Inscrits                  | Inscrits       | 64 371 | 100,00 |  |  |  |
| Abstentions    | Abstentions               | Abstentions    | 11 996 | 18,64  |  |  |  |
| Votants        | Votants                   | Votants        | 52 375 | 81,36  |  |  |  |
| Blancs et nuls | Blancs et nuls            | Blancs et nuls | 2 598  | 4,96   |  |  |  |
| Exprimés       | Exprimés                  | Exprimés       | 49 777 | 95,04  |  |  |  |

#### Troisième circonscription (Coutances)
|                | Henri Baudouin sortant réélu | UDR (URP)      | 27 462 | 65,12  |  |  |  |
|                | Jean-Claude Richard          | CD (PDM)       | 6 607  | 15,67  |  |  |  |
|                | Michel Lecostey              | FGDS (SFIO)    | 5 568  | 13,2   |  |  |  |
|                | Renée Laplace-Dolonde        | PCF            | 2 535  | 6,01   |  |  |  |
|                |                              |                |        |        |  |  |  |
| Inscrits       | Inscrits                     | Inscrits       | 53 104 | 100,00 |  |  |  |
| Abstentions    | Abstentions                  | Abstentions    | 10 013 | 18,86  |  |  |  |
| Votants        | Votants                      | Votants        | 43 091 | 81,14  |  |  |  |
| Blancs et nuls | Blancs et nuls               | Blancs et nuls | 919    | 2,13   |  |  |  |
| Exprimés       | Exprimés                     | Exprimés       | 42 172 | 97,87  |  |  |  |

#### Quatrième circonscription (Valognes)
|                | Pierre Godefroy sortant réélu | UDR (URP)      | 26 937 | 78,99  |  |  |  |
|                | Henri Varin                   | FGDS (SFIO)    | 5 302  | 15,55  |  |  |  |
|                | Ginette Bihel                 | PCF            | 1 862  | 5,46   |  |  |  |
|                |                               |                |        |        |  |  |  |
| Inscrits       | Inscrits                      | Inscrits       | 45 045 | 100,00 |  |  |  |
| Abstentions    | Abstentions                   | Abstentions    | 9 271  | 20,58  |  |  |  |
| Votants        | Votants                       | Votants        | 35 774 | 79,42  |  |  |  |
| Blancs et nuls | Blancs et nuls                | Blancs et nuls | 1 673  | 4,68   |  |  |  |
| Exprimés       | Exprimés                      | Exprimés       | 34 101 | 95,32  |  |  |  |

#### Cinquième circonscription (Cherbourg)
|                | Jacques Hébert sortant réélu | UDR (URP)      | 22 733 | 55,45  |  |  |  |
|                | Georges Fatome               | FGDS (SFIO)    | 6 210  | 15,15  |  |  |  |
|                | Maurice Postaire             | PCF            | 4 481  | 10,93  |  |  |  |
|                | Jean Marigny                 | PSU            | 3 866  | 9,43   |  |  |  |
|                | Jean-Paul Ryst               | CD (PDM)       | 3 708  | 9,04   |  |  |  |
|                |                              |                |        |        |  |  |  |
| Inscrits       | Inscrits                     | Inscrits       | 52 125 | 100,00 |  |  |  |
| Abstentions    | Abstentions                  | Abstentions    | 10 670 | 20,47  |  |  |  |
| Votants        | Votants                      | Votants        | 41 455 | 79,53  |  |  |  |
| Blancs et nuls | Blancs et nuls               | Blancs et nuls | 457    | 1,1    |  |  |  |
| Exprimés       | Exprimés                     | Exprimés       | 40 998 | 98,9   |  |  |  |